# Ratched
Ratched è una serie televisiva statunitense ideata da Evan Romansky e diretta da Ryan Murphy.
La serie si basa sull'omonimo personaggio del romanzo di successo Qualcuno volò sul nido del cuculo di Ken Kesey e funge da prequel/spin-off all'omonimo film del 1975.

## Trama
Nel 1947, la spietata Mildred Ratched usa il ricatto e la manipolazione per ottenere un impiego come infermiera in un importante istituto psichiatrico nel nord della California. Pur fingendo vivo interesse per i moderni metodi di trattamento della clinica, il suo vero obiettivo è liberare suo fratello, che è trattenuto lì per una valutazione psichiatrica e che ha sadicamente assassinato quattro preti cattolici. Per fare questo, manipola il direttore della clinica, il Dr. Hannover, che esegue terapie nuove, a volte inquietanti e invasive su pazienti, come lobotomie e idroterapia tortuosa, e che è coinvolto nel suo oscuro passato.

## Episodi
| Stagione       | Episodi | Pubblicazione USA | Pubblicazione Italia |
| -------------- | ------- | ----------------- | -------------------- |
| Prima stagione | 8       | 2020              | 2020                 |

## Personaggi e interpreti

### Personaggi principali
- Mildred Ratched, interpretata da Sarah Paulson, doppiata da Selvaggia Quattrini.
- Edmund Tolleson, interpretato da Finn Wittrock, doppiato da Daniele Raffaeli.
- Gwendolyn Briggs, interpretata da Cynthia Nixon, doppiata da Antonella Rinaldi.
- Betsy Bucket, interpretata da Judy Davis, doppiata da Fabrizia Castagnoli.
- Richard Hannover, interpretato da Jon Jon Briones, doppiato da Simone D'Andrea.
- Huck Finnigan, interpretato da Charlie Carver.
- Lenore Osgood, interpretata da Sharon Stone, doppiata da Cristiana Lionello.

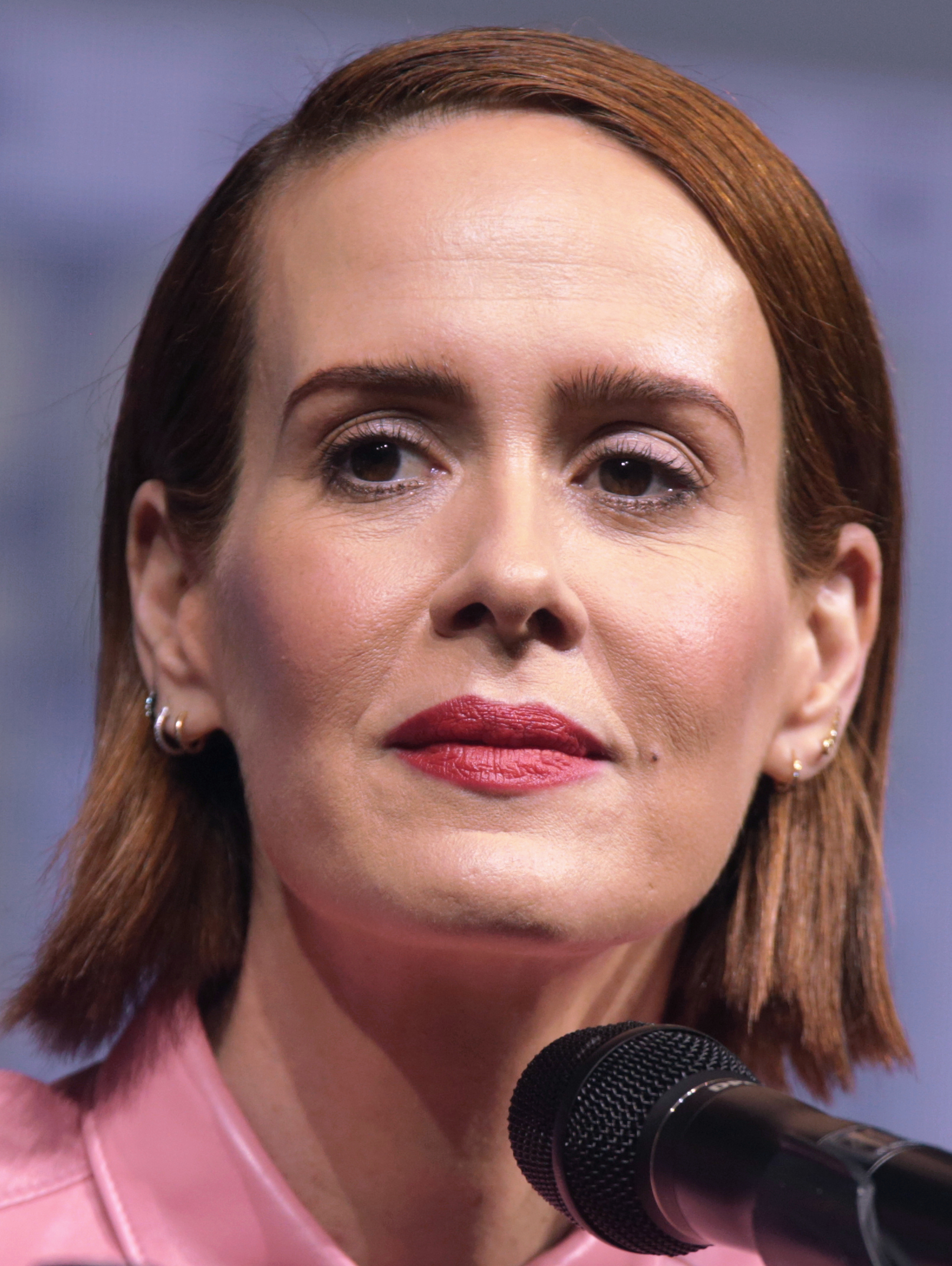
Sarah Paulson interpreta Mildred Ratched
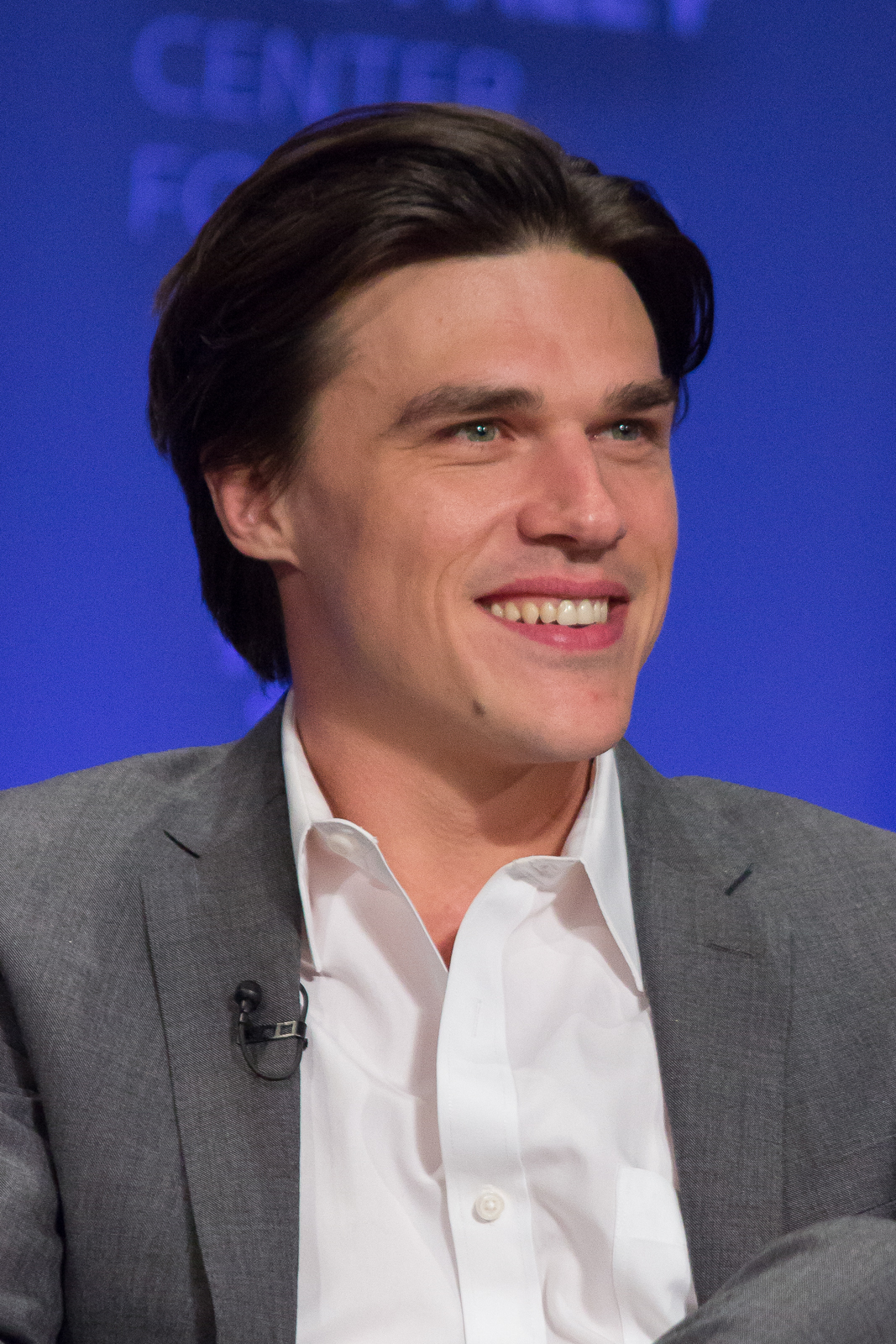
Finn Wittrock interpreta Edmund Tolleson
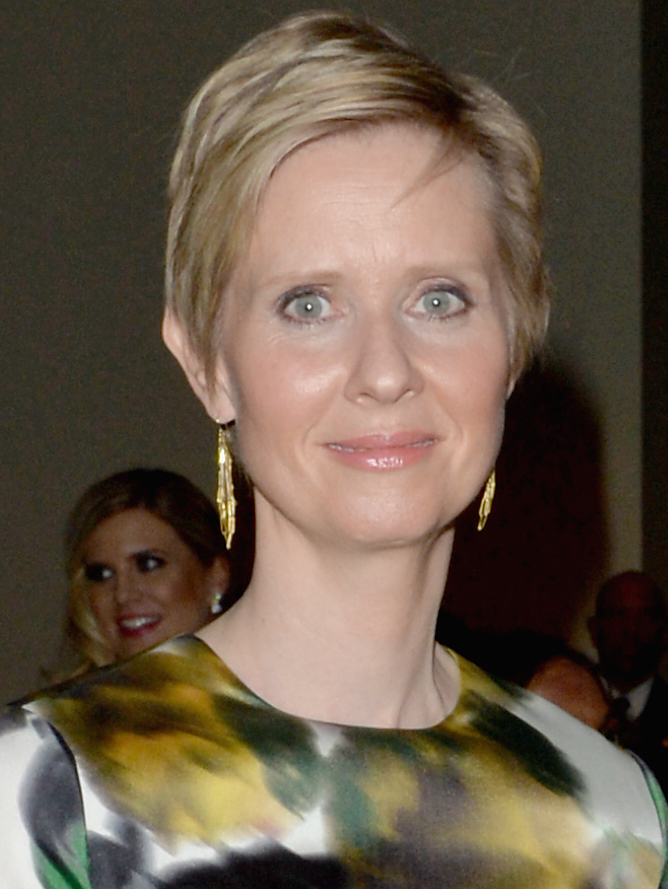
Cynthia Nixon interpreta Gwendolyn Briggs
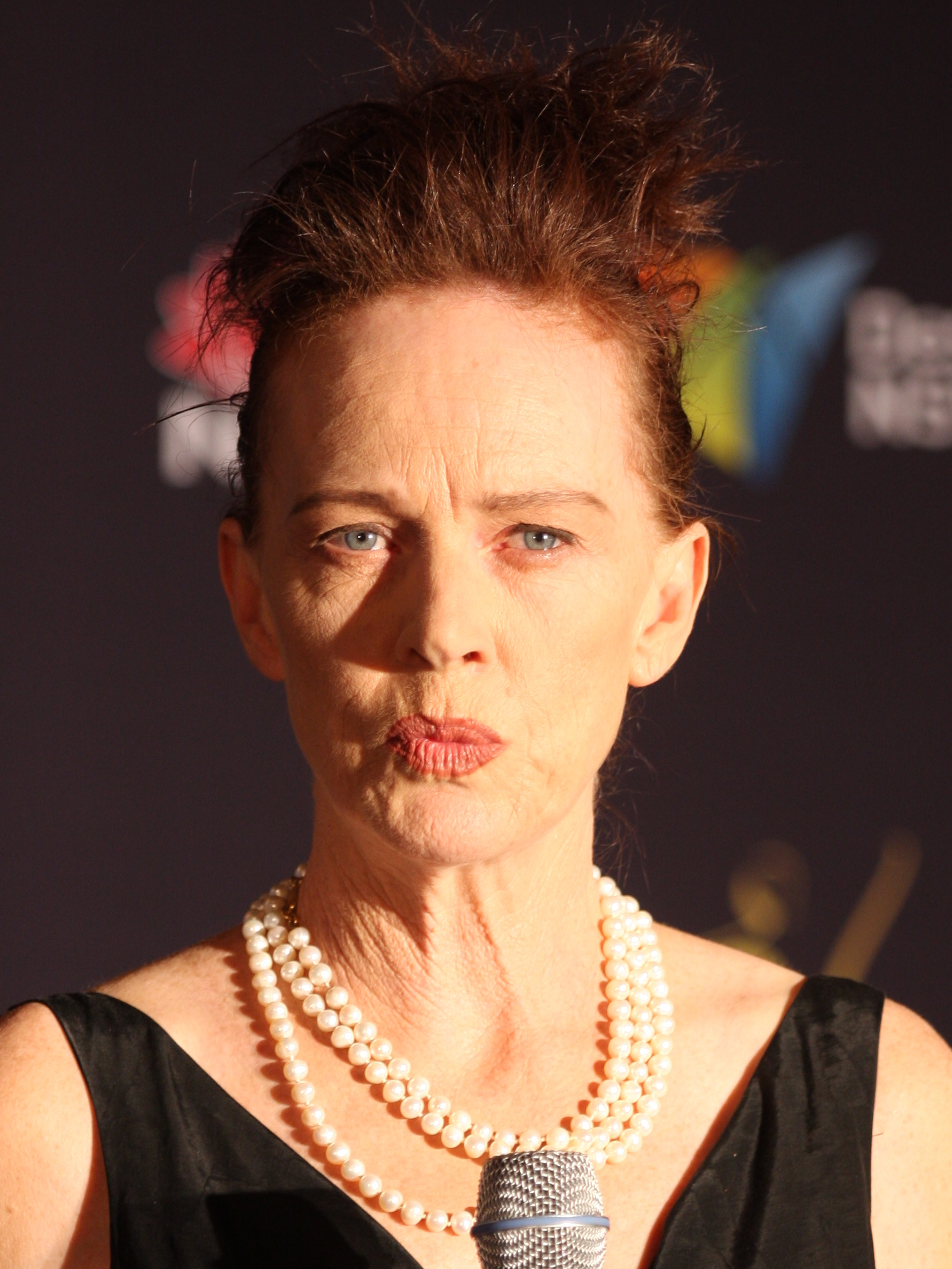
Judy Davis interpreta Betsy Bucket
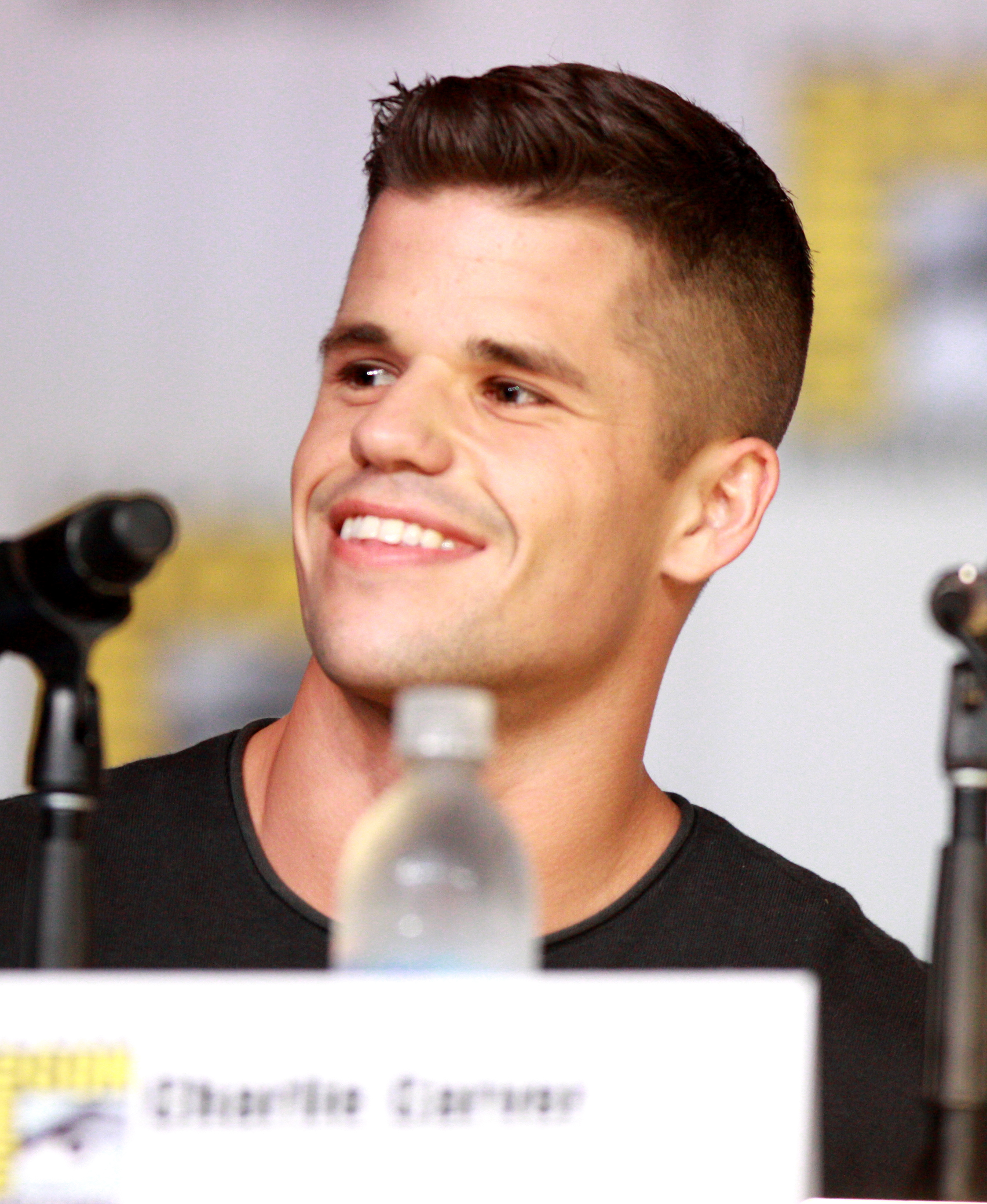
Charlie Carver interpreta Huck Finnigan
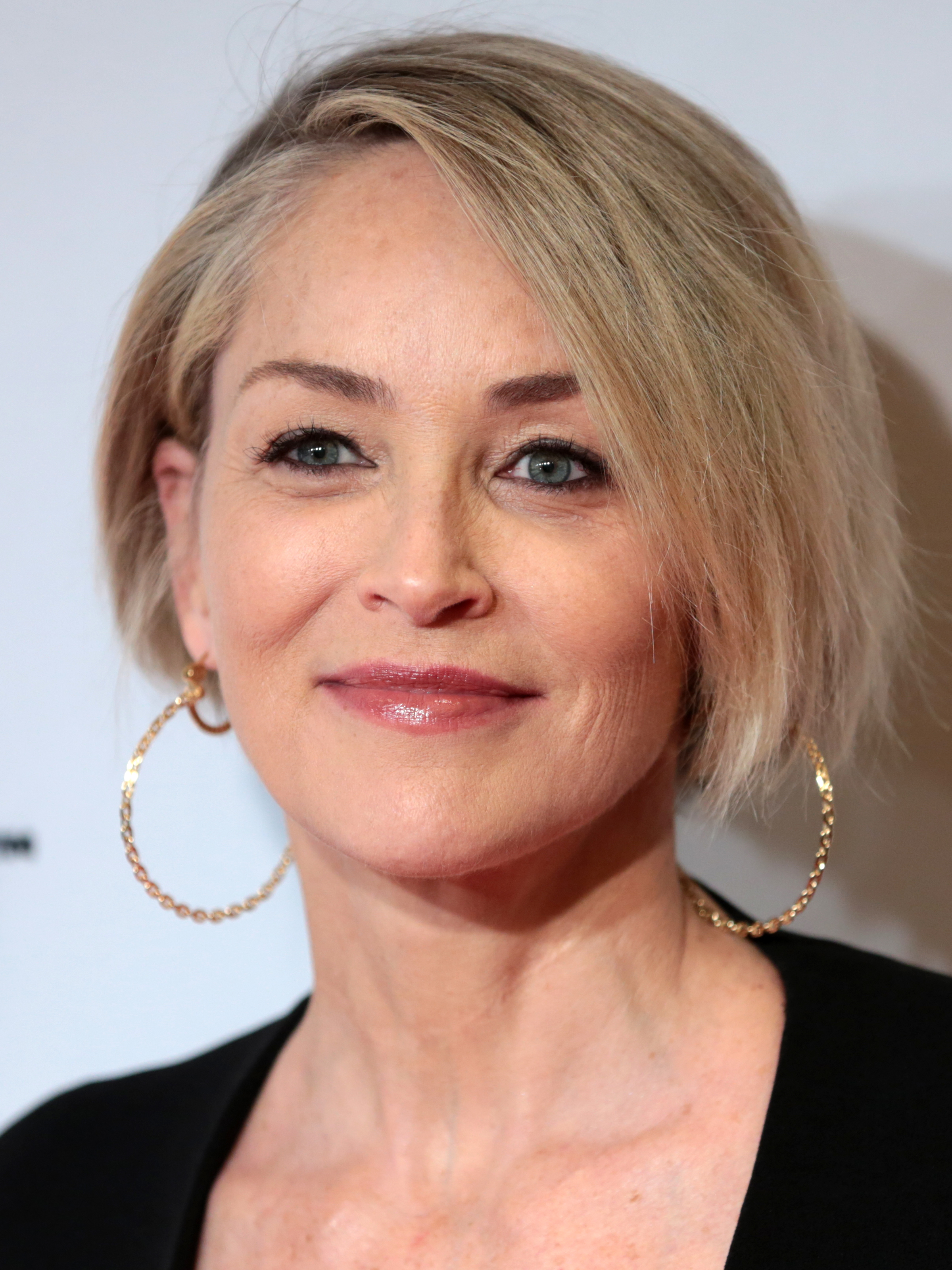
Sharon Stone interpreta Lenore Osgood

### Personaggi ricorrenti
- Louise, interpretata da Amanda Plummer.
- Henry Osgood, interpretato da Brandon Flynn.
- Charles Wainwright, interpretato da Corey Stoll.
- George Wilburn, interpretato da Vincent D'Onofrio.
- Len Bronley, interpretato da Joseph Marcell.
- Dolly, interpretata da Alice Englert.
- Ingrid, interpretata da Harriet Sansom Harris.
- Ike, interpretato da Gunnar Anderson.
- Harold, interpretato da Jermaine Williams.
- Albert Alton, interpretato da Alfred Rubin Thompson.
- Lily Cartwright, interpretata da Annie Starke.
- Trevor Briggs, interpretato da Michael Benjamin Washington.
- Peter, interpretato da Teo Briones.
- Doris, interpretata da Diana Tanaka.

### Guest star
- Charlotte Wells, interpretata da Sophie Okonedo.
- Dario Salvatore, interpretato da Daniel Di Tomasso.
- Padre Andrews, interpretato da Hunter Parrish.
- Anna, interpretata da Rosanna Arquette.
- Case Hitchen, interpretato da Benjamin Rigby.
- Doris Mayfair, interpretata da Kerry Knuppe.
- Rosarito Waiter, interpretato da Ricardo Félix Rojas.

## Produzione
Dopo l'acclamata miniserie Hollywood, prodotta da Murphy per Netflix, Evan Romansky idea Ratched, un drama americano che vede come attori principali Sarah Paulson, Finn Wittrock, presenti anche in altre opere di Murphy, Jon Jon Briones e Charlie Carver.
Netflix è riuscito ad aggiudicarsi la serie che era in disputa per essere acquistata anche da Hulu e Apple TV+. Evan Romansky ha ideato la storia e ha scritto anche l'episodio pilota. Ryan Murphy, invece, è il regista e produttore esecutivo, al fianco di Douglas, Aleen Keshishian, Margaret Riley e Jacob Epstein. Le case produttrici coinvolte sono principalmente la Fox 21 Television Studios, ma anche The Saul Zaentz Company e Ryan Murphy Productions. Le riprese si sono svolte nei primi mesi del 2019.
Il 29 luglio 2020, è stato annunciato gran parte del cast della serie.
Il 4 febbraio 2024, l'attrice protagonista Sarah Paulson ha confermato che la serie non avrebbe avuto una seconda stagione.

## Distribuzione
Il 4 agosto 2020 è stato pubblicato il primo trailer della serie, a cui è seguito il secondo pubblicato l’8 settembre 2020.

## Accoglienza
La serie ha ricevuto il 69% di critiche positive su Rotten Tomatoes.
Su Netflix la serie ha riscontrato grande successo, venendo vista da circa 48 milioni di persone nei primi 28 giorni di messa in onda, e classificandosi come la seconda serie con sceneggiatura non originale più vista del 2020, dietro a La regina degli scacchi.